# Coimbra

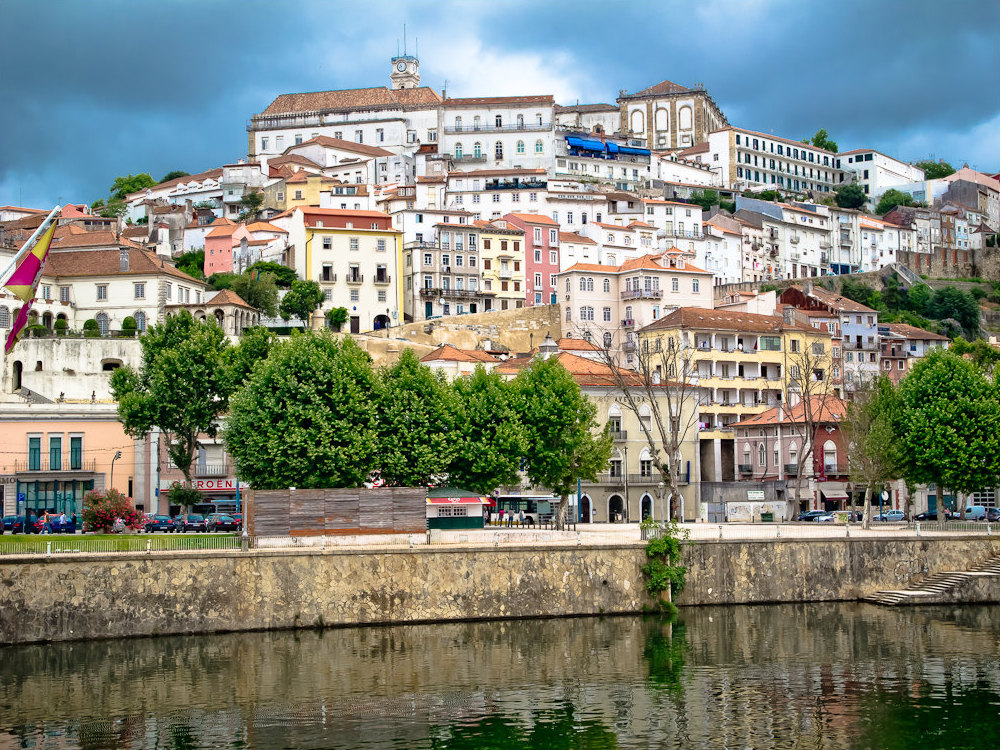
Blick auf das historische Zentrum von Coimbra vom Fluss Mondego aus

Coimbra [ku'ĩbɾɐ] (lateinisch Conimbricae) ist die Hauptstadt des Distrikts Coimbra (Distrito de Coimbra), Portugal, und liegt am Rio Mondego, der 40 km westlich in den Atlantik mündet. Die Universitätsstadt hat etwa 143.000 Einwohner (2011), darunter etwa 30.000 Studenten, und war im Jahr 2003 die Kulturhauptstadt Portugals. Von 1139 bis 1256 war Coimbra Hauptstadt von Portugal.

## Geographie
Etwa 130 km vom nördlichen Porto und etwa 200 km von Lissabon im Süden entfernt, ist Coimbra die bedeutendste Stadt der Região Centro. Während einige Ortsteile links des Mondego liegen, steigt die eigentliche Stadt rechtsseitig eine Erhebung hinauf, bis sie am Uhrturm der alten Universität ihren höchsten Punkt erreicht. Von dort sieht man landeinwärts die bewaldeten Ausläufer des Iberischen Scheidegebirges mit den nordöstlich verlaufenden Serra do Buçaco und Serra do Caramulo und der südöstlichen Serra da Lousã.

## Geschichte

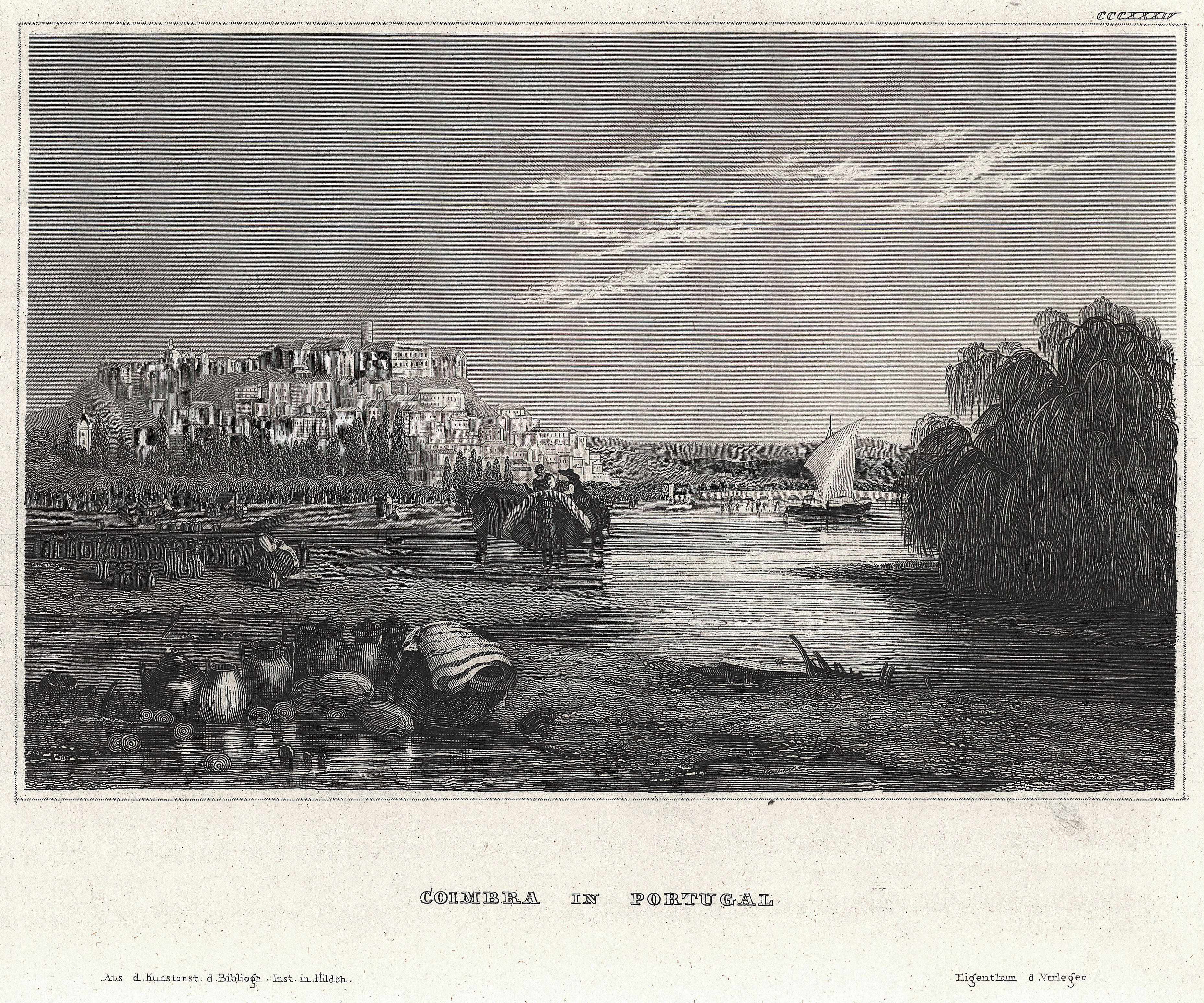
Blick auf Coimbra 1841

Die Ursprünge der Stadt liegen vermutlich in der keltischen Zeit.
In der frühen Kaiserzeit gründeten die Römer an dem Ort eine Stadt mit dem Namen Aeminium. Während dieser Periode war die Stadt eine wichtige Station der Römerstraße von Olisipo (Lissabon) nach Bracara Augusta (Braga). Zeugnisse dieser Epoche sind die Fundamente des im 16. Jahrhundert wiederaufgebauten Aquäduktes und vor allem die unter dem alten bischöflichen Palast (heute Museu Machado de Castro) gelegene Kryptoportikus, Fundament des Forums.
468 wurde das nahegelegene Zentrum Conimbriga von den Sueben zerstört und Aeminium übernahm die Funktion (Bischofssitz) und den Namen.
711 wurde die Stadt von den Mauren erobert. Spielte der Ort in Al-Andalus nur eine untergeordnete Rolle, so war er mit bis zu 5.000 Einwohnern dennoch der bedeutendste nördlich des Tejo. Durch den Verrat Saʿdūn as-Surunbāqīs verloren die Mauren 878 Coimbra wieder, die in Coimbra siedelnden Banū Dānis und die übrige muslimische Bevölkerung wurde vertrieben. 987 wurde die Stadt bei der erneuten maurischen Eroberung durch den Feldherrn Almansor zerstört. Coimbra wurde erst 1064 durch König Fernando de Castilla y León zurückerobert. Ein letztes Mal eroberten Mauren die Stadt 1117, räumten sie aber nach wenigen Tagen endgültig.
Coimbra war – kurz nach Guimarães bei der Gründung des unabhängigen Königreichs Portugals im Jahr 1139 – die zweite Hauptstadt Portugals. Diesen Status behielt sie bis zum Jahr 1256. Nachdem Lissabon Hauptstadt geworden war, nahm die Stellung der Stadt im Land ab, blieb aber bis heute von Bedeutung, insbesondere als Universitätsstadt. So trug sich die im Landesbewusstsein tief verankerte Episode von Inês de Castro und König Pedro I. Mitte des 14. Jahrhunderts dort zu.
Die 1290 von König Dom Dinis gegründete Universität Coimbra ist die älteste Universität Portugals und eine der ältesten Europas.
Coimbra erlitt durch das Erdbeben von 1755 große Schäden. Während der Napoleonischen Kriege auf der Iberischen Halbinsel konnte Wellington am 27. September 1810 französische Angriffe einer von Masséna kommandierten französischen Armee bei Buçaco nordöstlich von Coimbra abwehren und setzte in der Folge seinen Rückzug  hinter die Linien von Torres Vedras fort. Vom 12. bis zum 15. März 1811 lieferte die französische Nachhut bei Coimbra den Engländern eine Reihe von Gefechten, welche die Räumung Coimbras durch die Franzosen zur Folge hatten. 1834 verlegte Dom Miguel seinen Sitz hierher. Am 7. Juli 1846 brach in Coimbra ein miguelistischer Aufstand aus, der durch den Herzog von Saldanha aufgrund von dessen Sieg bei Torres Vedras unterdrückt wurde, woraufhin der Herzog am 4. Januar 1847 in Coimbra einzog.
Die von Sebastião José de Carvalho e Melo, Marquês de Pombal, im 18. Jahrhundert durchgesetzten Reformen brachten der Universität Coimbras neue Impulse und auch der Stadt einen wirtschaftlichen Aufschwung. Einen erneuten Wachstumsschub erlebte die Stadt ab Mitte des 19. Jahrhunderts. Mit der Eisenbahn und den Neuanlagen von Wohnvierteln und deren Verbindung untereinander wuchs die Bautätigkeit und die Einwohnerzahl. Als das autoritäre Estado-Novo-Regime des ehemaligen Coimbra-Studenten und -Professors Salazar in den 1940er Jahren den monumentalen Neubau mit vielen neuen Gebäuden auf dem Universitätsgelände veranlasste, führte ein vergleichbarer Effekt zu einem weiteren Wachstumsimpuls für die Stadt.
Durch die Konzentration auf Universität und Krankenhäuser konnte Coimbra vom allgemeinen Aufschwung Portugals seit der Nelkenrevolution 1974 und dem EU-Beitritt Portugals 1986, insbesondere in den wirtschaftlichen Boomjahren der 1990er Jahre, weniger profitieren und fiel in Einwohnerzahl und wirtschaftlicher Bedeutung hinter ihren traditionellen dritten Platz der Städte Portugals zurück. Ihre gesellschaftliche Bedeutung behielt die Stadt dabei jedoch dank ihrer Geschichte und ihrer wissenschaftlichen und kulturellen Ausstrahlung in Portugal bis heute.

## Verkehr

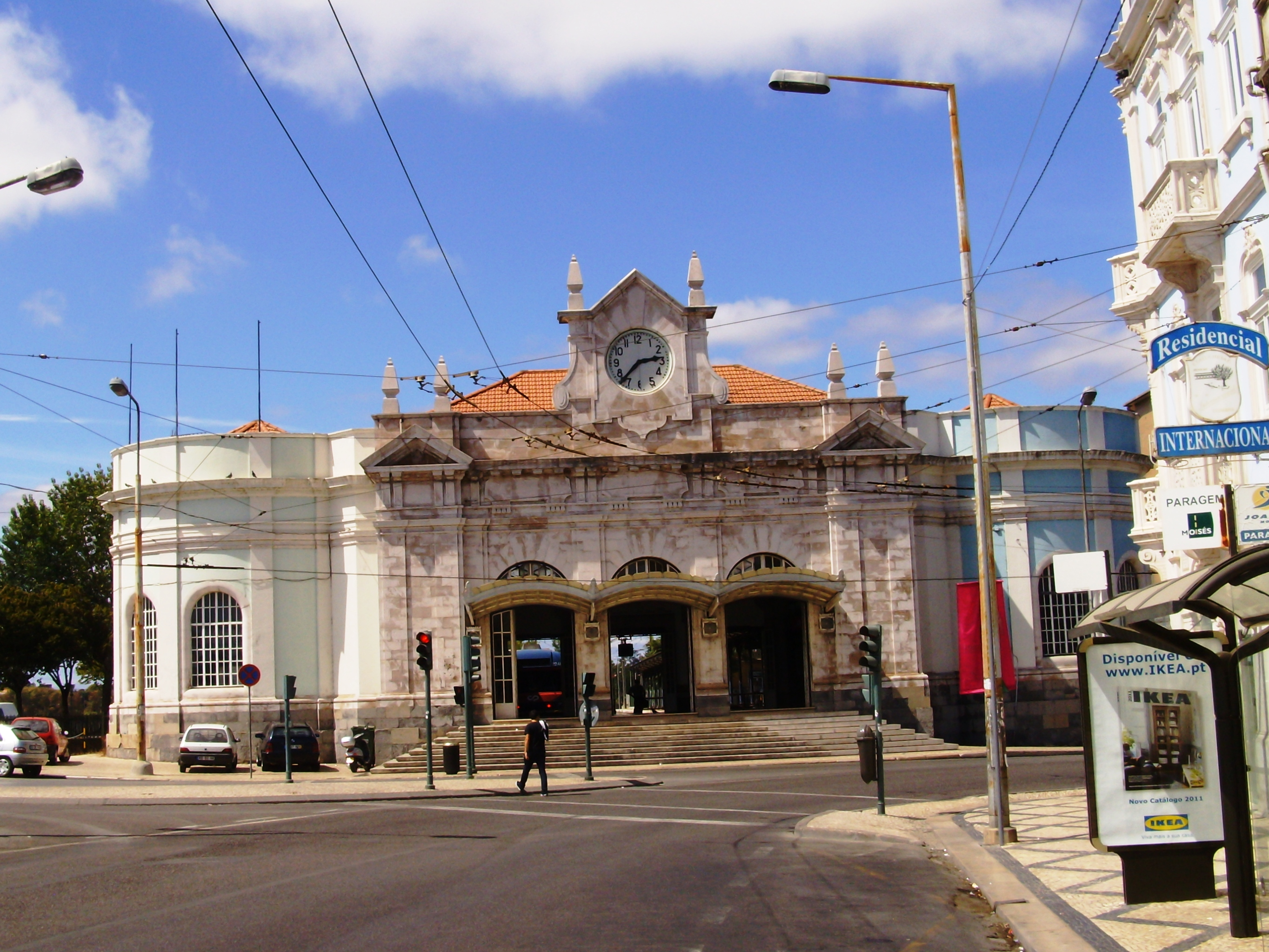
Bahnhof Coimbra-A

### Fernstraßen
Die Europastraßen E01, E80 und E801 führen durch Coimbra. Mit ihren Anschlüssen an die A1 und die A14 ist die Stadt an das nationale Autobahnnetz angebunden.

### Flugverkehr
Die Stadt betreibt den sieben Kilometer entfernten Regionalflughafen Aeródromo Municipal Bissaya Barreto.

### Eisenbahn
Die Eisenbahnstrecke von Porto nach Lissabon (Linha do Norte) führt direkt an Coimbra vorbei, mit dem Bahnhof Coimbra-B etwas außerhalb der Stadt (nordwestlich beim Vorort Santa Cruz), bevor die Bahngleise den Fluss Mondego überqueren. Er ist ein Haltepunkt des Alfa-Pendular-Schnellzuges. Auch der internationale Sud-Express, der aus dem gleichnamigen historischen Luxuszug hervorging, hielt hier.
Bis zur Einstellung des Verkehrs am 12. Januar 2025 wurde zudem der in der Innenstadt liegende Kopfbahnhof Bahnhof Coimbra-A durch Züge der InterRegional- und Regional-Linien bedient.

### Bus
Coimbra ist in das landesweite Busnetz der Rede Expressos eingebunden.

### Schiffsverkehr
Die Stadt unterhält nur einen kleinen Kai für touristische Ausflugsboote und Sportaktivitäten am Flussufer des Mondego. Der nächstgelegene Seehafen ist Figueira da Foz.

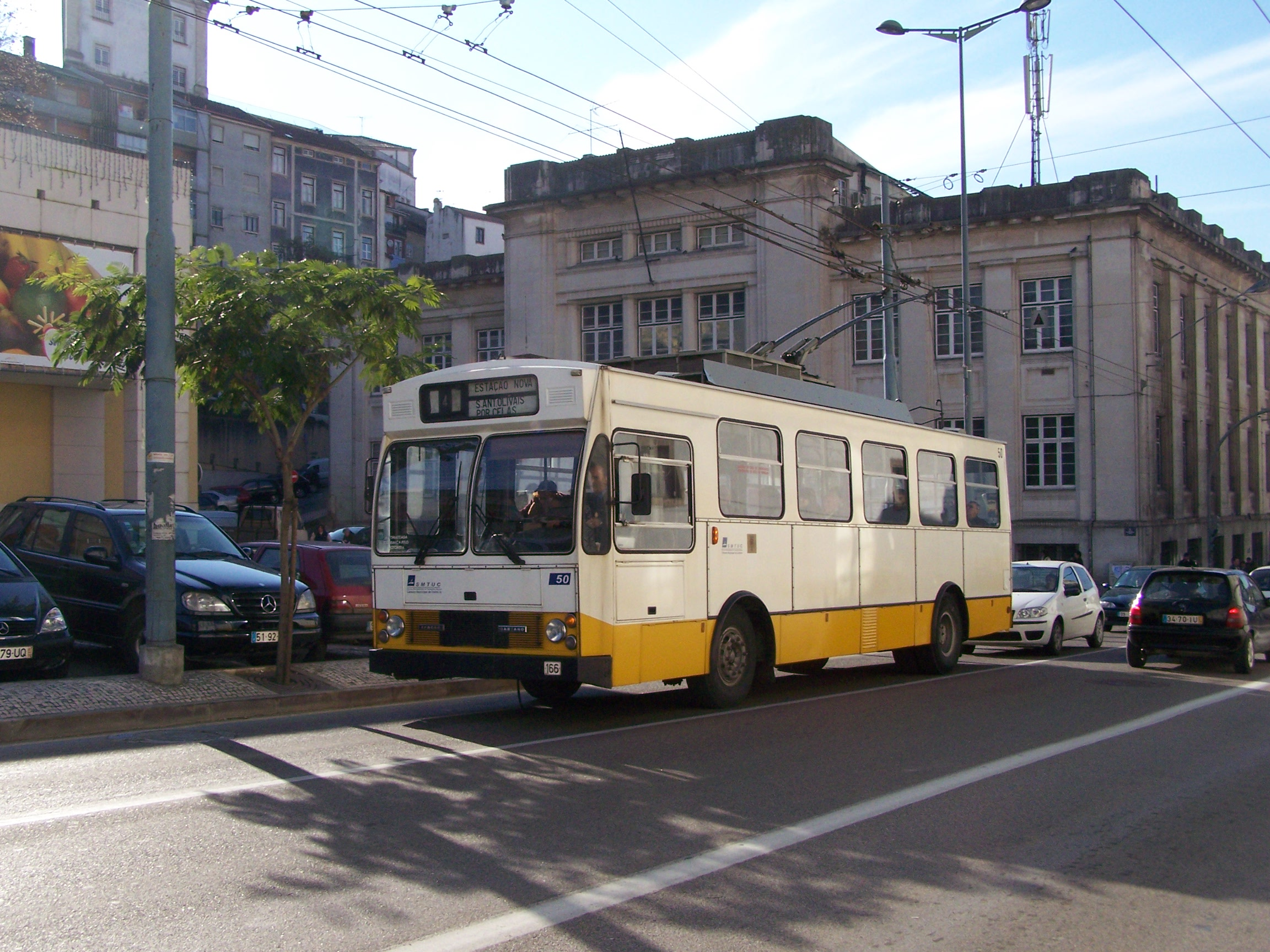
Ein Trolleybus der SMTUC

### Öffentlicher Nahverkehr
Die städtische Verkehrsgesellschaft Serviços Municipalizados de Transportes Urbanos de Coimbra (SMTUC) bedient mit Buslinien die Stadt und ihre Umgebung. Coimbra hat heute das einzige Obusnetz in Portugal. Von 1911 bis 1980 gab es hier zusätzlich die elektrische Straßenbahn Coimbra. Die Regionalbahn Ramal da Lousã soll zur Metro Mondego ausgebaut werden.

## Wirtschaft
Von den 5.441 Unternehmen im Distrikt Coimbra gehören 29 zu den 1000 größten Portugals. Von den entstehenden Betrieben der Hochtechnologie beliefern einige den Gesundheitssektor, der in Coimbra mit Einrichtungen von überregionaler Bedeutung vertreten ist: den Universitätskliniken H.U.C., dem städtischen Hospitalzentrum C.H.C. und dem Portugiesischen Krebsinstitut I.P.O.
Durch seine Stellung als Oberzentrum mit einem weiten Einzugsgebiet in den zentraleren Teilen der Região Centro besitzt der Handel einige Bedeutung, und auch der Tourismus hat an Stellenwert gewonnen.

## Bildungseinrichtungen

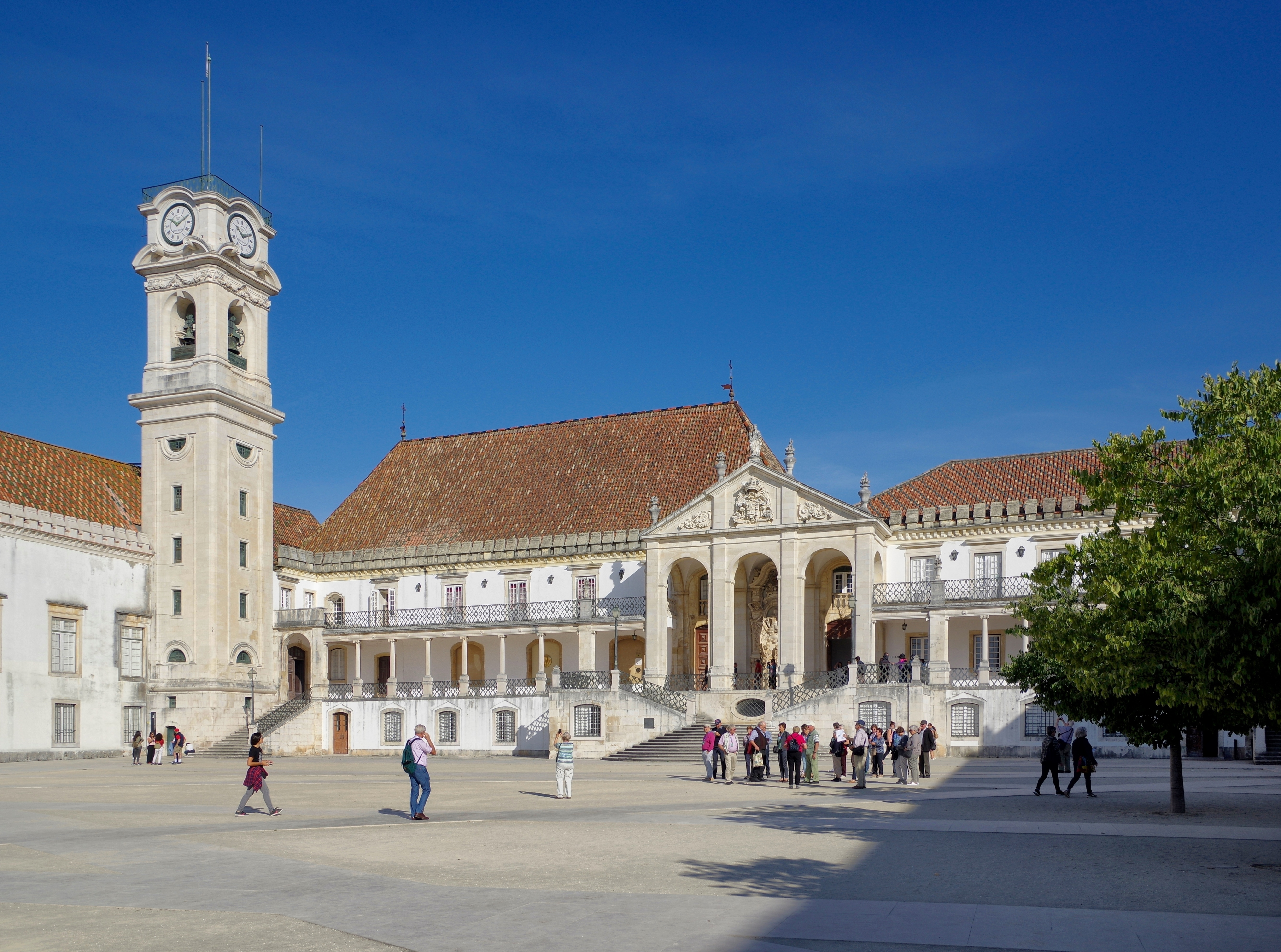
Universität Coimbra

Mit der 1290 gegründeten Universität Coimbra besitzt die Stadt eine der ältesten Universitäten Europas, welche 2013 zum Weltkulturerbe erhoben wurde. Hier studieren rund 22.000 Studenten. Weitere 10.000 Studenten sind an der technischen Hochschule, dem Polytechnischen Institut Coimbra, immatrikuliert. Sie wohnen zum Teil in den traditionellen Studentenwohngemeinschaften, den Republicas, die seit dem 16. Jahrhundert zu einem lebendigen Kulturleben in der Stadt beitragen.

## Verwaltung

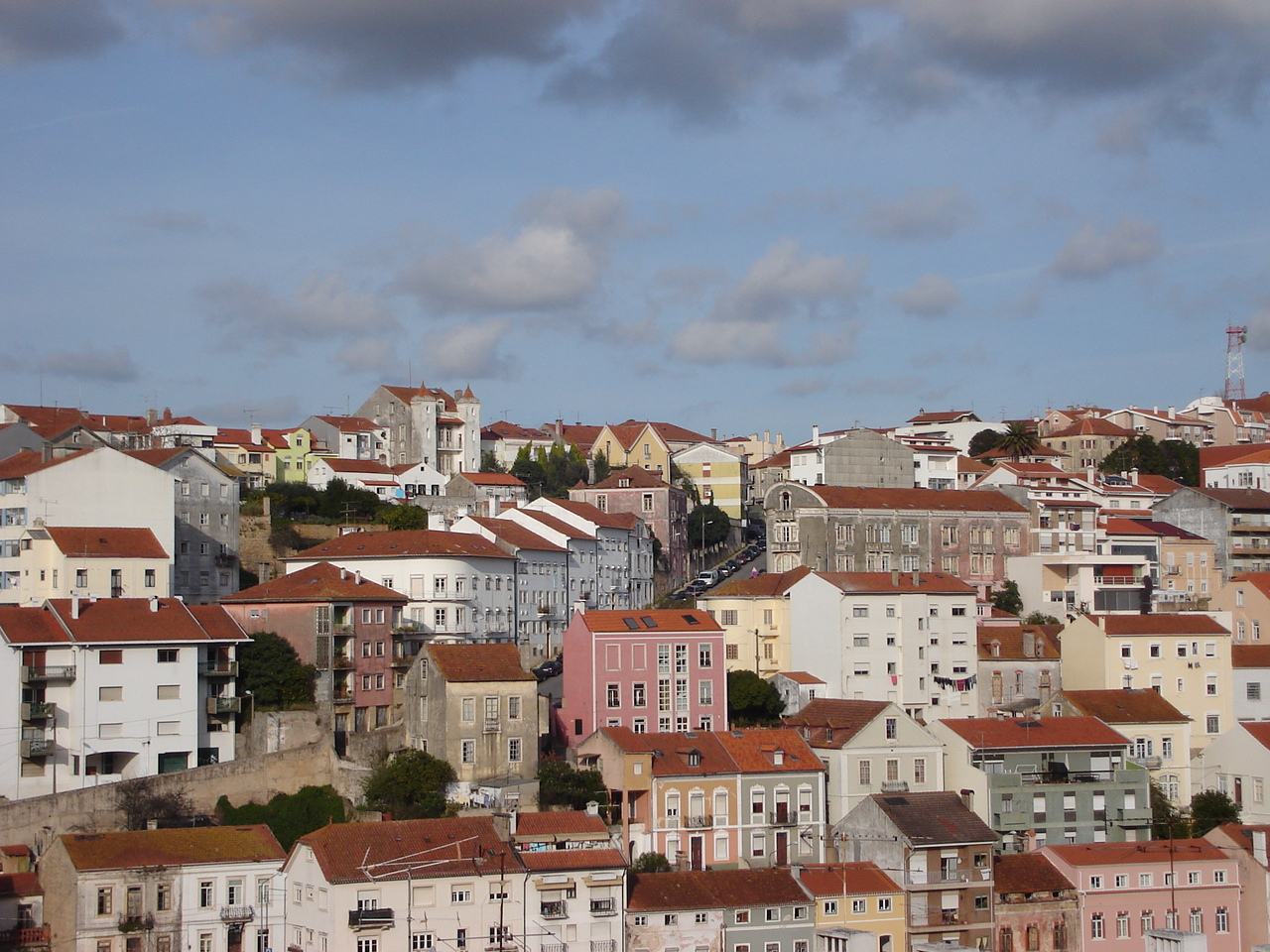
Häusermeer in Coimbra

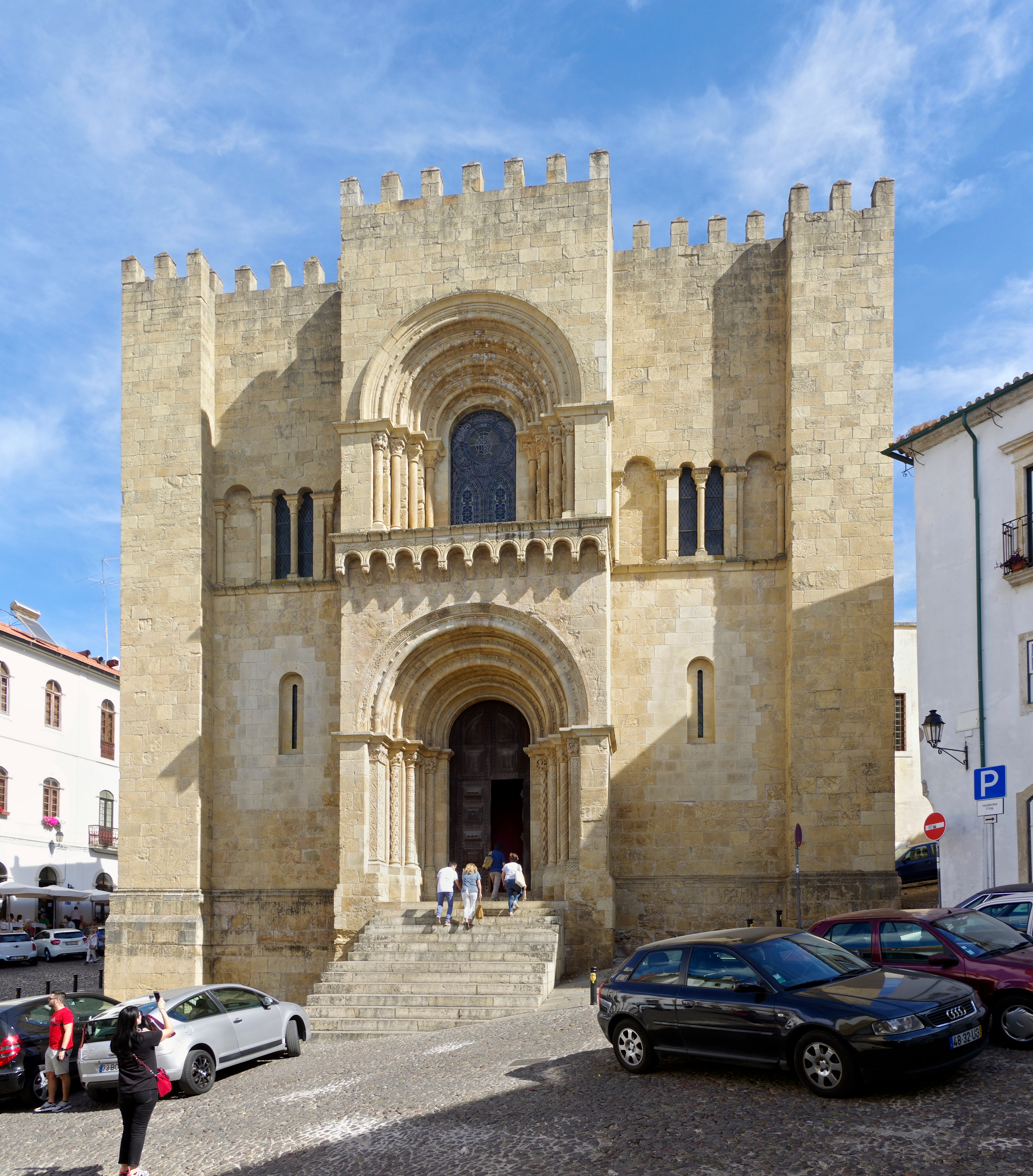
Alte Kathedrale (Sé Velha)

Coimbra ist Verwaltungssitz eines gleichnamigen Kreises (Concelho). Die Nachbarkreise sind (im Uhrzeigersinn, im Norden beginnend): Mealhada, Penacova, Vila Nova de Poiares, Miranda do Corvo, Condeixa-a-Nova, Montemor-o-Velho sowie Cantanhede.
Mit der Gebietsreform im September 2013 wurden mehrere Gemeinden zu neuen Gemeinden zusammengefasst, sodass sich die Zahl der Gemeinden von zuvor 31 auf 18 verringerte.
Die folgenden Gemeinden (Freguesias) liegen im Kreis Coimbra:

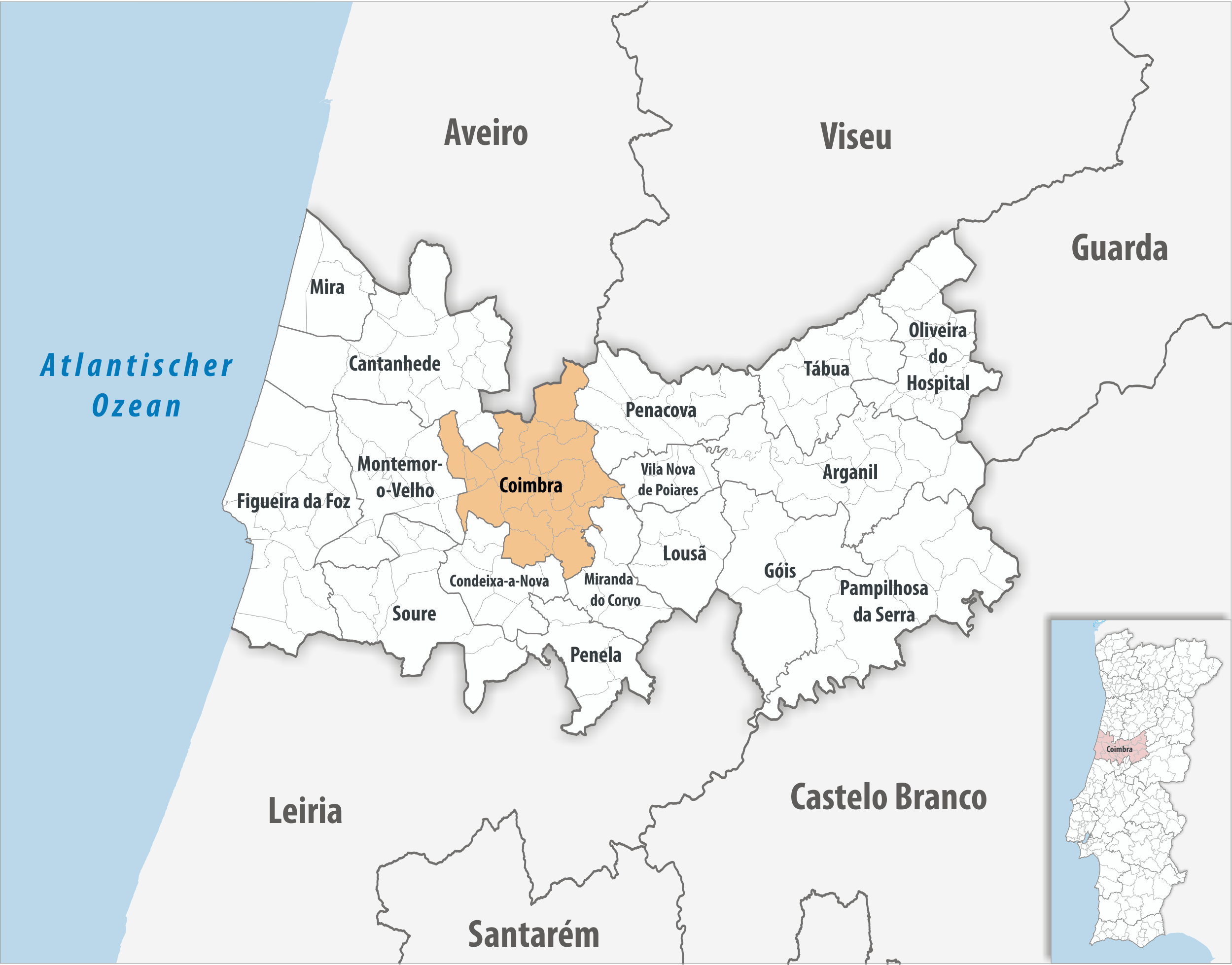
Kreis Coimbra

| Gemeinde                                                 | Einwohner (2021) | Fläche km² | Dichte Einw./km² | LAU- Code |
| -------------------------------------------------------- | ---------------- | ---------- | ---------------- | --------- |
| Almalaguês                                               | 2.853            | 23,16      | 123              | 060301    |
| Antuzede e Vil de Matos                                  | 2.842            | 17,62      | 161              | 060332    |
| Assafarge e Antanhol                                     | 4.993            | 19,51      | 256              | 060333    |
| Brasfemes                                                | 1.932            | 9,18       | 211              | 060309    |
| Ceira                                                    | 3.244            | 12,42      | 261              | 060311    |
| Cernache                                                 | 3.962            | 19,17      | 207              | 060312    |
| Coimbra (Sé Nova, Santa Cruz, Almedina e São Bartolomeu) | 13.880           | 8,33       | 1.665            | 060334    |
| Eiras e São Paulo de Frades                              | 17.574           | 24,78      | 709              | 060335    |
| Santa Clara e Castelo Viegas                             | 11.858           | 17,63      | 673              | 060336    |
| Santo António dos Olivais                                | 41.150           | 19,27      | 2.135            | 060318    |
| São João do Campo                                        | 1.825            | 7,92       | 230              | 060320    |
| São Martinho de Árvore e Lamarosa                        | 2.716            | 20,88      | 130              | 060337    |
| São Martinho do Bispo e Ribeira de Frades                | 15.315           | 24,68      | 621              | 060338    |
| São Silvestre                                            | 2.794            | 10,27      | 272              | 060324    |
| Souselas e Botão                                         | 4.188            | 33,01      | 127              | 060339    |
| Taveiro, Ameal e Arzila                                  | 3.997            | 24,34      | 164              | 060340    |
| Torres do Mondego                                        | 2.034            | 16,66      | 122              | 060329    |
| Trouxemil e Torre de Vilela                              | 3.659            | 10,56      | 347              | 060341    |
| Kreis Coimbra                                            | 140.816          | 319,39     | 441              | 0603      |

## Einwohnerentwicklung
| 1802   | 1849   | 1900   | 1930   | 1960    | 1981    | 1991    | 2001    | 2011    |
| 46.343 | 32.517 | 54.105 | 76.494 | 106.404 | 138.930 | 139.052 | 146.317 | 143.396 |

## Kultur und Sehenswürdigkeiten

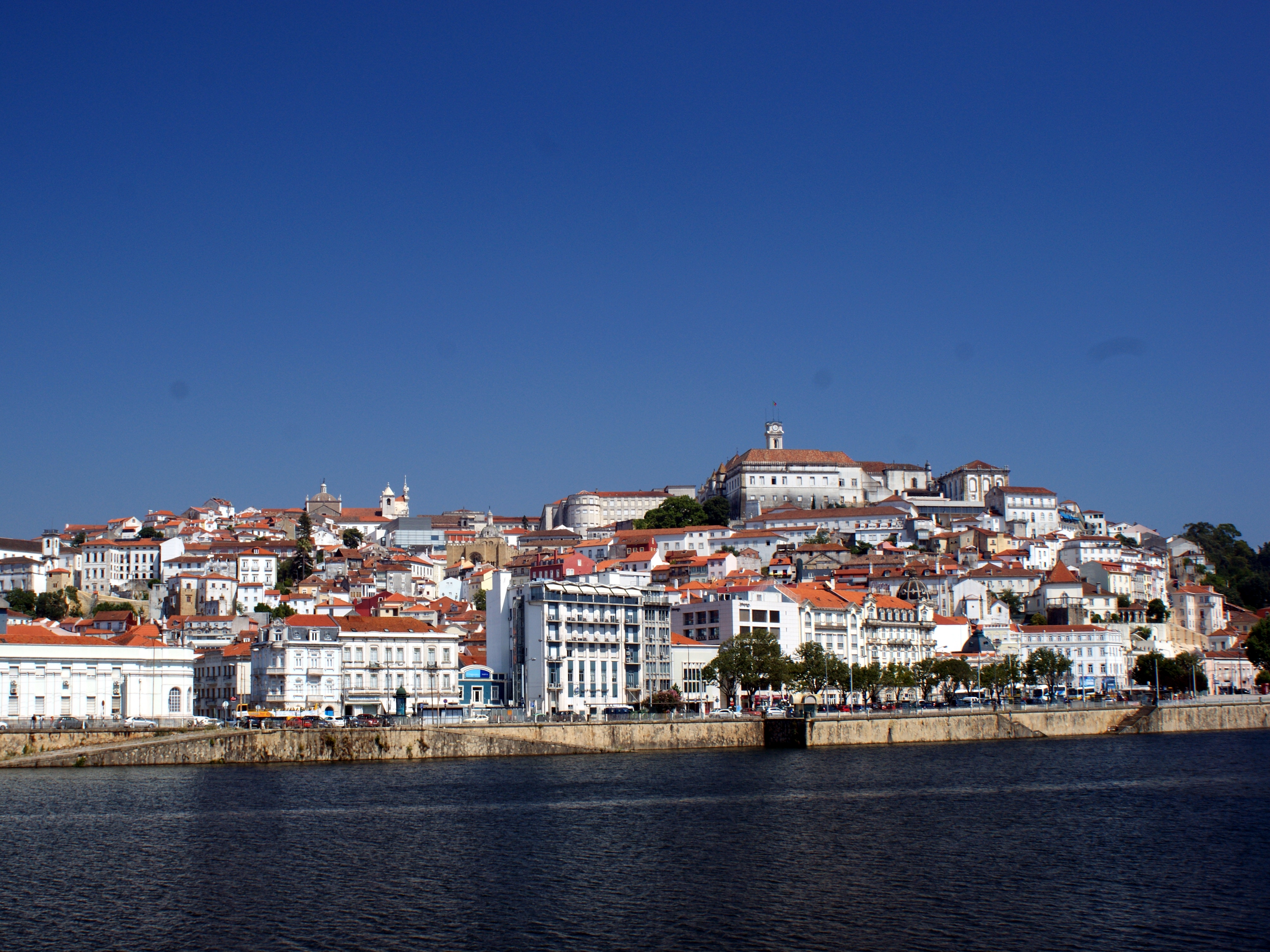
Blick auf die obere Altstadt mit der Universidade de Coimbra

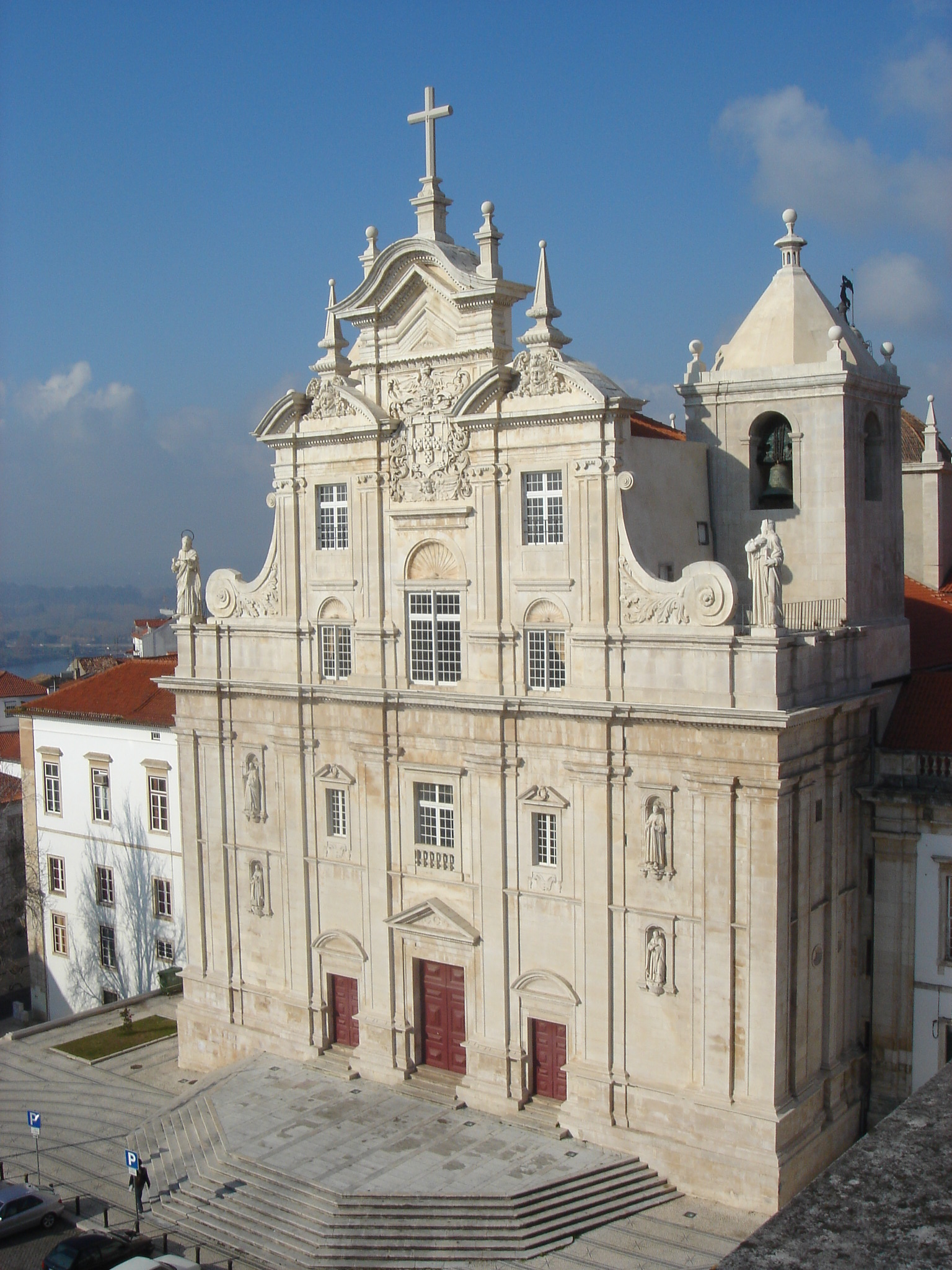
Die neue Kathedrale Sé Nova

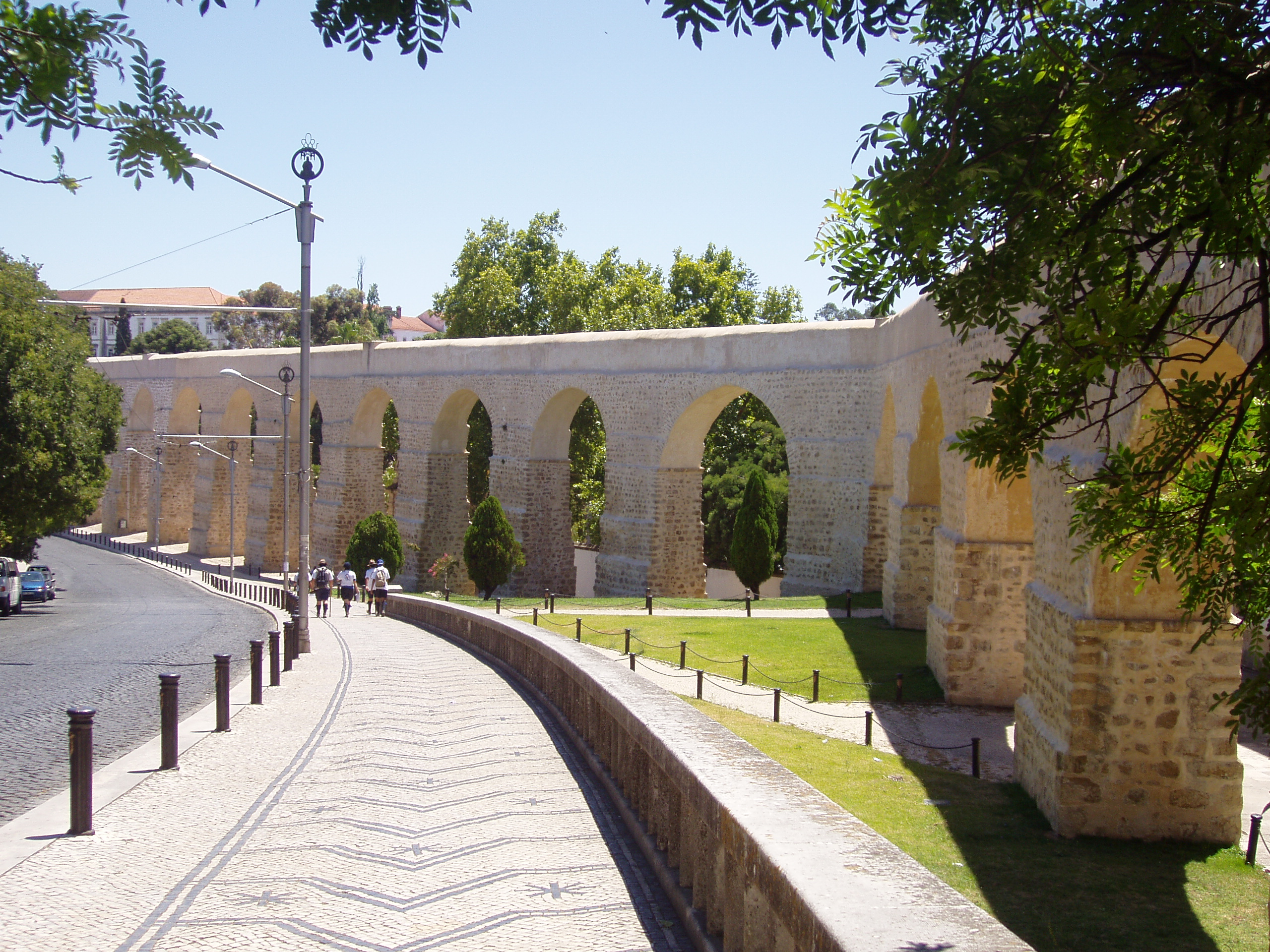
Arcos do Jardim

### Ausstellungen, Theater und Museen
- Im mittelalterlichen Turm Torre de Almedina sind Reste der Stadtmauer zu sehen, begleitet von einer Ausstellung zur Geschichte der Stadt und ihrer Wehranlagen.
- Das Museum Edifício Chiado zeigt u. a. eine Gemäldesammlung der wichtigsten portugiesischen Maler des 19. und 20. Jahrhunderts und thematische Sonderausstellungen.
- Das Museu Nacional de Machado de Castro zeigt römische und Skulpturen portugiesischer Bildhauer. Von hier aus kann man auch die römische Kryptoportikus, einst Stütze des Forums, besichtigen.
- Das Teatro Académico Gil Vicente ist eines der bedeutendsten Theater und Kulturzentren der Stadt.
- Dem modernen Theater und dem engagierten Film widmet sich das Teatro da Cerca de São Bernardo, das 2008 im Zuge des Restaurierungsprogramms des westlichen oberen Teils der historischen Altstadt neu eingerichtet wurde.

### Bauwerke
- Am höchsten Punkt der oberen Altstadt liegt die Universität mit dem barocken Uhren- und Glockenturm, der Biblioteca Joanina mit etwa 300.000 kostbaren Büchern und der Capela de São Miguel. Direkt neben diesem aus der Zeit des Barock und früheren Epochen stammenden Teil der Universität wurden in der Zeit des faschistischen Estado Novo in den 1940er Jahren eine Reihe von Fakultätsgebäuden, Kolossalstatuen und eine monumentale Freitreppe erbaut, denen ein großer Teil der historisch gewachsenen oberen Altstadt zum Opfer fiel. Seit den 1990er Jahren wird im Süden der Stadt ein neuer Standort für Ingenieursstudiengänge errichtet (Pólo II).
- Romanische Kathedrale Sé Velha (erbaut um 1140)
- Kathedrale Sé Nova (ehem. Jesuitenkirche, erbaut 1598) des Bistums Coimbra
- Kloster Celas, eine der Wirkungsstätten des in Lissabon geborenen Heiligen Antonius (Santo António de Pádua).
- Botanischer Garten (Jardim Botânico) mit alten exotischen Baumriesen und einem Gewächshaus aus dem 19. Jahrhundert
- Porta Moçárabe, Stadttor aus dem 12. Jahrhundert
- Arcos do Jardim, im 16. Jahrhundert wiedererrichteter römischer Aquädukt
- Kloster Santa Cruz (ehemaliges Augustiner-Chorherrenstift, erbaut 1131); in der ehemaligen Klosterkirche befindet sich das Café Santa Cruz
- Fußballstadion Estádio Cidade de Coimbra, neu erbaut anlässlich der EM 2004
- Ponte Rainha Santa Isabel: beachtenswerte asymmetrische Hängebrücke über den Mondego, mit nur einem Pfeiler auf einer Uferseite und im Boden verankerten Tragseilen (erbaut 2004).

### Miniatur-Bauten
- Bei Coimbra kann man im „Jardim de Portugal dos Pequenitos“ Miniatur-Bauten besichtigen.

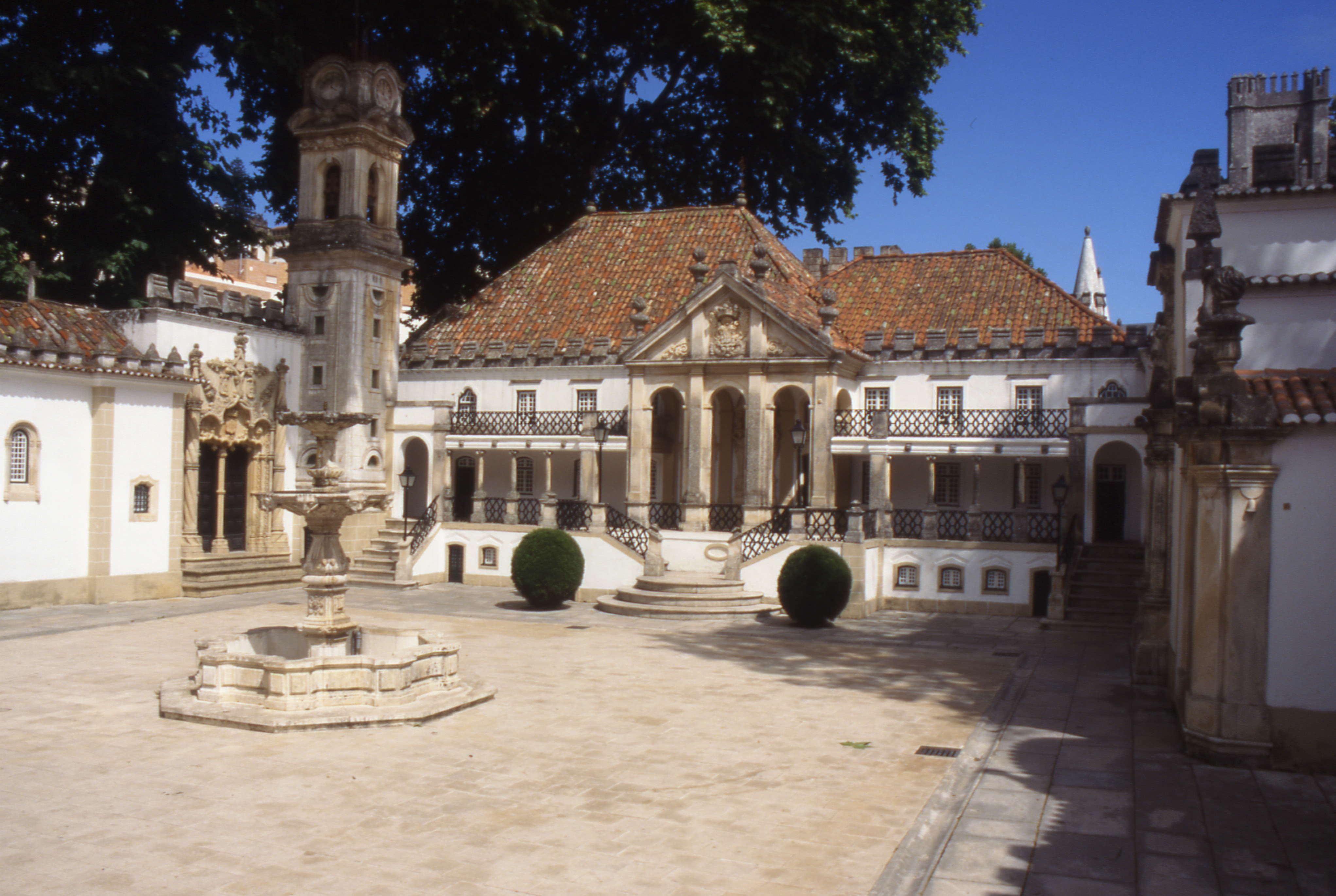
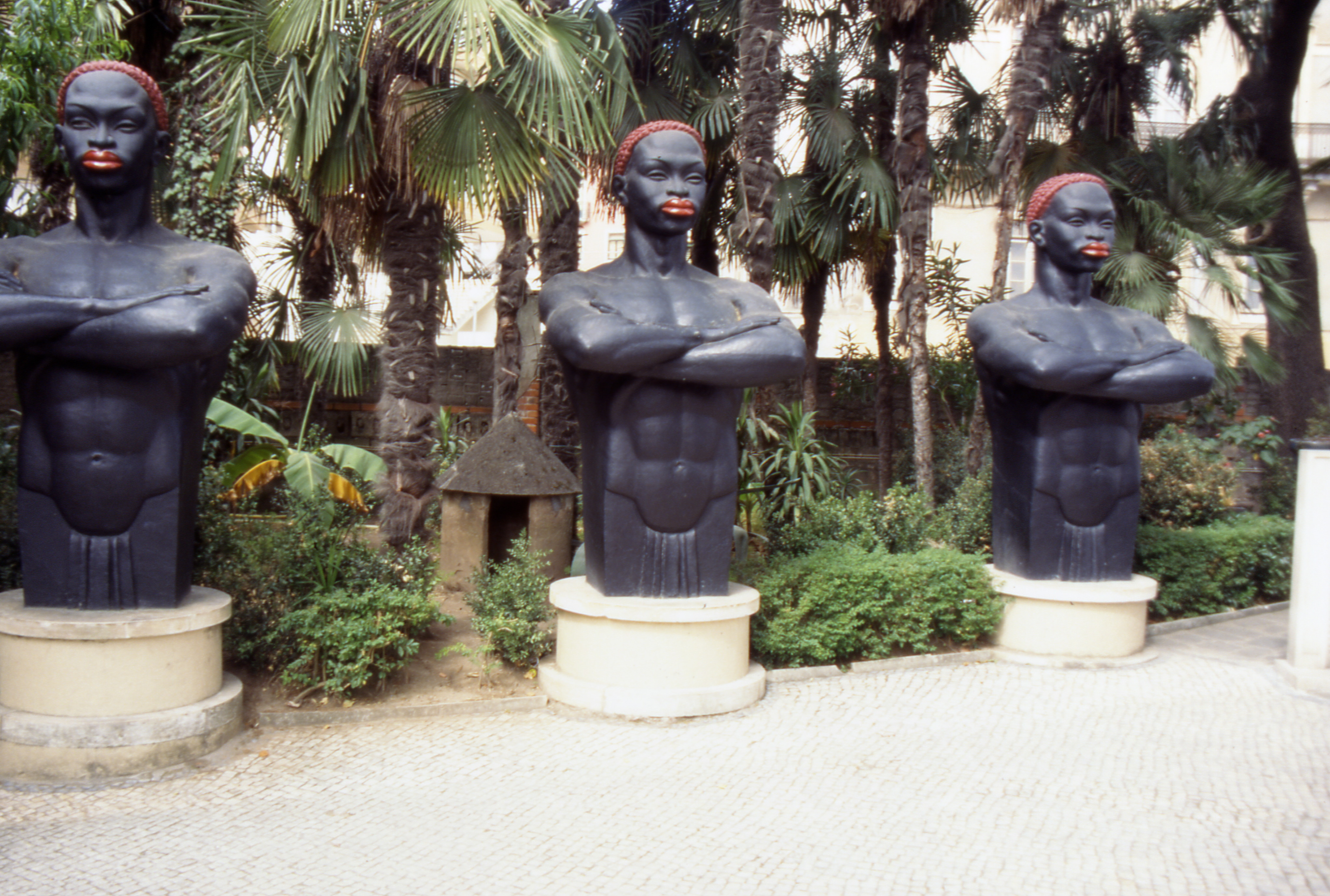
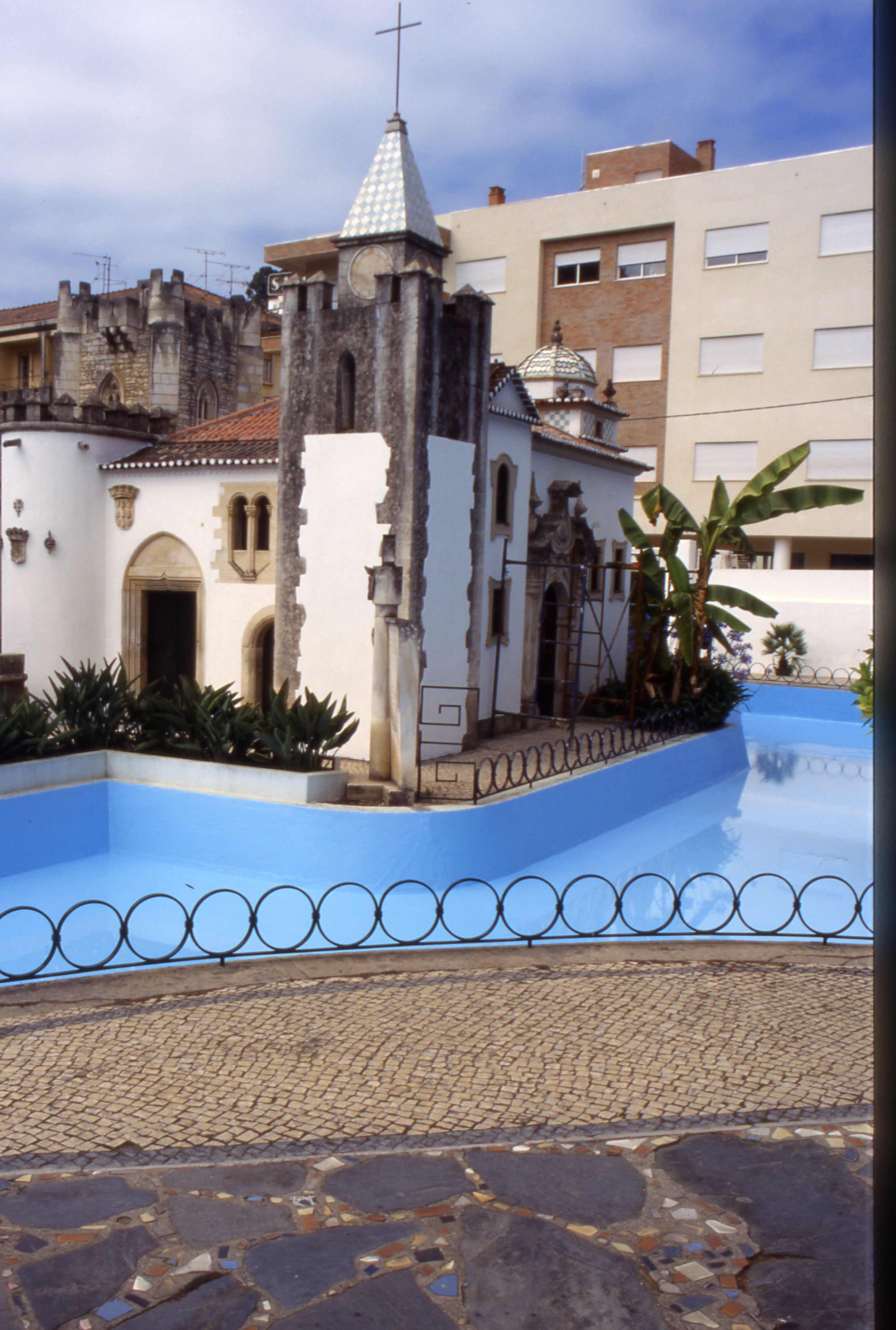
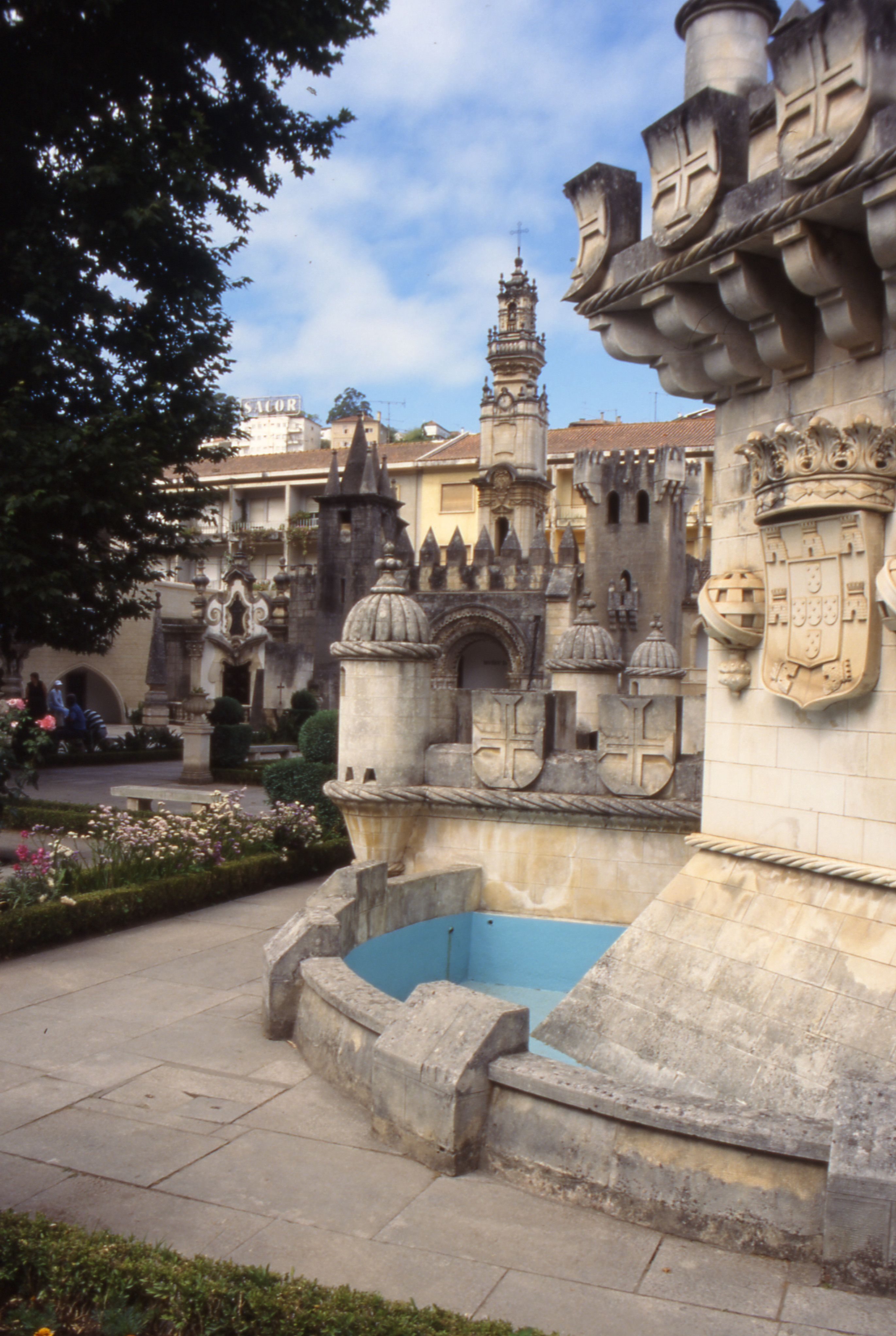

### Kunsthandwerk
- Louça de Coimbra – in Coimbra und Umgebung hergestelltes und handbemaltes Porzellan, oft mit Motiven aus dem Mittelalter. Es gibt alle möglichen Gebrauchsgegenstände bis hin zu großen Kachelmosaiken (Azulejos).

### Regelmäßige Veranstaltungen

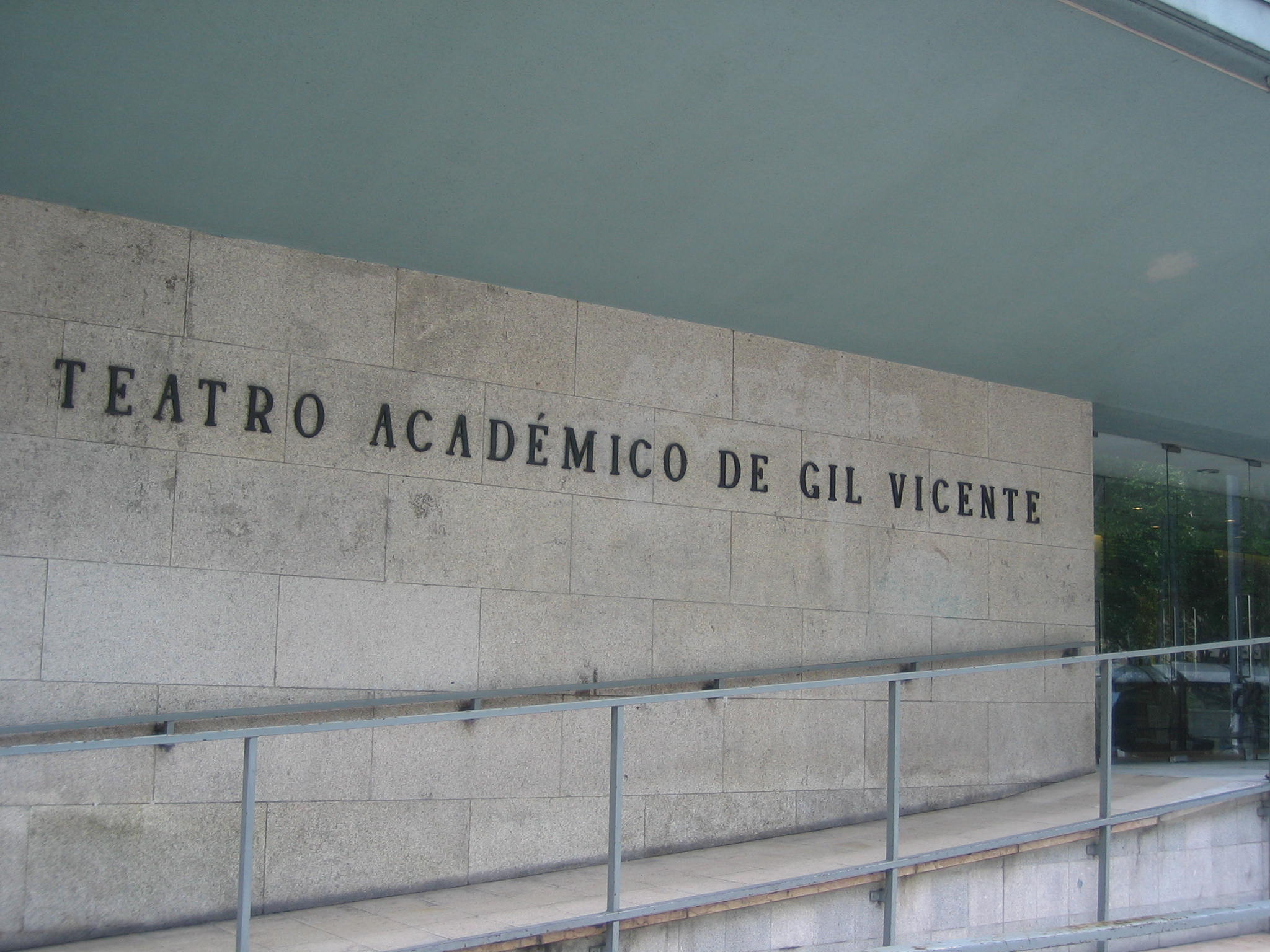
Das Teatro Académico Gil Vicente ist ein bedeutendes Theater der Stadt und einmal jährlich Spielstätte des Caminhos-do-Cinema-Português-Kinofestivals

- Queima das Fitas – jährlich Anfang Mai. Traditionelles, einwöchiges Studentenfest mit täglichen Livekonzerten (Noites no parque) und großem Straßenumzug aller Fakultäten und Fachbereiche.
- Festas da Rainha Santa – mehrere Tage um den 4. Juli, dem Namenstag der Stadtpatronin, in geraden Jahren mit sehenswerter Prozession durch die Stadt.
- Feira dos Lázaros – traditioneller Markt am vorletzten Sonntag vor Ostern, ursprünglich zur Feier der Legende der Auferweckung des Lazarus, heute verkaufen dort traditionell gekleidete Mitglieder von Folkloregruppen selbstgemachte traditionelle Süßigkeiten und Kunsthandwerk (auf der Praça de Dom Dinis an der alten Universität und auf der Praça de São João in Celas).
- Encontros Magicos – September
- Caminhos do Cinema Português – jährliches Filmfestival, das sich als einziges der 25 Filmfestivals des Landes nur mit dem Portugiesischen Film befasst.
- DOC.Coimbra – jährliches Dokumentarfilmfestival mit portugiesischen und internationalen Lang- und Kurzdokumentarfilmen.[11]

### Musik
Mit dem Fado de Coimbra, einer studentischen, strengeren, und nur von Männern gesungenen Spielart des Fado, brachte die Stadt eine eigene Musikrichtung hervor. Nicht zuletzt dank der großen Zahl Studierender, und dem entsprechenden kulturellen Leben in ihren Republicas und in der Stadt allgemein, brachte Coimbra auch immer wieder bedeutende Namen der breitgefächerten portugiesischen Musiklandschaft hervor. So stehen Namen wie José Afonso und Adriano Correia de Oliveira für einen erneuerten Fado de Coimbra und eine Liedermacher-Tradition des Protestliedes, während spätere Bands wie É Mas Foice oder Tédio Boys Keimzellen einer Reihe von Independent-Bands wurden, als Ausdruck eines lebendigen Underground in vielen Bereichen der Kunst. Der Dokumentarfilm Rockumentário porträtierte diese Szene 2006 anhand des Beispiels der Band Bunnyranch. Anaquim sind ein Beispiel für eine Band, die u. a. Folklore, Fado und Indierock kombiniert.
Bekannte Musiker aus Coimbra sind u. a. der Komponist und Meistergitarrist Carlos Paredes, der Sänger Carlos Paião, der Geiger Carlos Damas, der Popsänger André Sardet, der Jazzmusiker João Camões oder auch der Rockgitarrist The Legendary Tigerman. Die Sängerin Mimicat, die Portugal beim Eurovision Song Contest 2023 vertritt, stammt ebenso aus Coimbra.
Größere Pop- und Rockkonzerte finden im Stadion von Coimbra statt, darunter Namen wie Rolling Stones oder U2. Erstmals findet 2023 das Luna Fest statt, ein an einer Freifläche am Mondego gelegenes Festival für Punk und alternative Rockmusik, mit Namen wie Devo, Gang of Four, Black Lips, The Fleshtones, Buzzcocks, A Certain Ratio oder auch DAF.
Der Fado „April in Portugal“, der ursprünglich Ende der 1930er Jahre geschrieben und als „Coimbra“ veröffentlicht wurde, gilt als eines der weltweit am häufigsten aufgenommenen portugiesischsprachigen Lieder.

## Sport
Coimbra war mit seinem neugebauten Estádio Cidade de Coimbra ein Spielort der Fußball-Europameisterschaft 2004.
Der bekannteste Verein der Stadt ist Académica de Coimbra, dessen Fußballabteilung in der Segunda Liga spielt und bisher zweimal den portugiesischen Pokal gewann, darunter 1939 dessen erste Ausspielung. Der Verein ist auch in zahlreichen anderen Sportarten aktiv und hat im Basketball mehrmals die portugiesische Meisterschaft gewonnen. Durch seine oppositionelle Rolle gegenüber dem Estado-Novo-Regime während der späten 1960er Jahre unterscheidet sich die Vereinsgeschichte von den drei großen portugiesischen Vereinen Sporting, Benfica und FC Porto, die das Sportgeschehen wesentlich dominieren.
In der Stadt wird eine Vielzahl von Sportarten praktiziert, darunter auch zahlreiche Wassersportarten wie Rudern und Regattasegeln, die am Fluss Mondego geeignete Sportstätten finden. Die Stadt richtet seit 2009 jährlich mit dem Torneio Internacional de Águas Abertas do Mondego (dt. etwa: Internationales Turnier der offenen Gewässer des Mondego) ein internationales Turnier für Freiwasserschwimmen aus, mit Wettkämpfen über 500 m, 1000 m und 1500 m.

## Städtepartnerschaften
Partnerstädte von Coimbra sind
| - Aix-en-Provence, Frankreich - Beira, Mosambik - Cambridge (Massachusetts), USA - Curitiba, Brasilien - Daman, Indien - Dili, Osttimor (seit 2002) - Esch-sur-Alzette, Luxemburg - Fès, Marokko | - Guangzhou, Volksrepublik China - Halle (Saale), Deutschland - Macau, Volksrepublik China - Lund, Schweden - Mindelo, Kap Verde - Padua, Venetien, Italien - Poitiers, Frankreich | - Salamanca, Spanien - Santa Clara (Kalifornien), USA - Santiago de Compostela, Spanien - Santos, Brasilien - Saragossa, Spanien - São Paulo, Brasilien - Yaroslavl, Russland |

## Söhne und Töchter der Stadt
Coimbra ist Geburtsort zahlreicher bekannter Persönlichkeiten. Dazu gehören eine Vielzahl portugiesischer Könige, Gelehrte und Künstler. So stammten Portugals zweiter König, Sancho I., Ministerpräsident Pedro Passos Coelho oder auch der wegweisende Gitarrist Carlos Paredes aus Coimbra.